# Triesdorf Bahnhof
Triesdorf Bahnhof (auch Triesdorf-Bahnhof geschrieben) ist ein Gemeindeteil der Stadt Merkendorf im Landkreis Ansbach (Mittelfranken, Bayern). Triesdorf Bahnhof liegt teils in der Gemarkung Großbreitenbronn, teils in der Gemarkung Hirschlach, teils in der Gemarkung Merkendorf.

## Geografie
Unmittelbar nördlich des Dorfes fließt der Braungartenbach, der sich nach Merkendorf in verschiedene Bäche aufspaltet und mit anderen Bächen zusammenfließt, die alle linke Zuflüsse der Altmühl sind. Südöstlich des Dorfes entspringt der Waisengraben. Im Süden grenzt das Birkholz an, 0,5 km südwestlich liegt das Ochsenfeld, 0,5 km südöstlich das Steigfeld.
Triesdorf Bahnhof liegt an der Bundesstraße 13. Gemeindeverbindungsstraßen führen nach Neuses (1,5 km südlich) und Willendorf (0,3 km nordwestlich). Der Ort hat einen Bahnhof an der Bahnstrecke Treuchtlingen–Würzburg, der heute stündlich im Regionalverkehr bedient wird.

## Geschichte
Der Bahnhof wurde 1859 auf dem Gemeindegebiet von Großbreitenbronn errichtet. 1928 wurde dort eine Krautverwertungs-Genossenschaft gegründet. Im Laufe der Zeit siedelten sich auch mehrere Unternehmen an, da Triesdorf Bahnhof verkehrsgünstig an der Bahnstrecke Treuchtlingen–Würzburg liegt. Am 1. Mai 1978 wurde Triesdorf Bahnhof im Zuge der Gebietsreform in Bayern nach Merkendorf eingemeindet.
In den Jahren 2007 und 2008 führte die Stadt Merkendorf im Ort die Dorferneuerung durch.

### Einwohnerentwicklung
| Jahr      | 001871 | 001885 | 001900 | 001925 | 001950 | 001961 | 001970 | 001987 | 001991 | 002006 | 002010 | 002015 | 002020 |
| Einwohner | 23     | 21     | 46     | 8      | 13     | 8      | 69     | 87     | 98     | 81     | 90     | 122    | 109    |
| Häuser    |        | 2      | 7      | 2      | 2      | 2      |        | 21     |        |        |        |        |        |
| Quelle    | [ 7 ]  | [ 8 ]  | [ 9 ]  | [ 10 ] | [ 11 ] | [ 12 ] | [ 13 ] | [ 14 ] | [ 15 ] | [ 16 ] | [ 1 ]  | [ 17 ] | [ 1 ]  |

## Religion
Die Einwohner von Triesdorf Bahnhof sind überwiegend evangelisch und nach Unserer Lieben Frau (Merkendorf) gepfarrt. Die Einwohner römisch-katholischer Konfession waren ursprünglich nach St. Jakobus (Ornbau) gepfarrt, heute ist die Pfarrei Liebfrauenmünster (Wolframs-Eschenbach) zuständig.

## Wanderwege
Durch den Ort verläuft der Fernwanderweg Theodor-Bauer-Weg. Im benachbarten Merkendorf startet der Rundwanderweg Zwei-Städte-Weg, der die beiden Nachbarstädte Merkendorf und Wolframs-Eschenbach verbindet.